# Vizoño
Vizoño (llamada oficialmente San Pedro de Vizoño) es una parroquia española del municipio de Abegondo, en la provincia de La Coruña, Galicia.

## Organización territorial
La parroquia está formada por veintidós entidades de población, constando doce de ellas en el nomenclátor del Instituto Nacional de Estadística español:
- A Cruz
- As Valadas
- A Verdella
- Balbís (Balvís)
- Borducedo Grande (Vorducedo Grande)
- Borducedo Pequeño (Vorducedo Pequeno)
- Currás (Os Currás)
- Ferrás
- Fondo de Aldea
- Fraga (A Fraga)
- Gudín
- Malata (A Malata)
- O Carballal
- O Castro
- O Penedo
- O Seixo
- Pociñas
- Pozo (O Pozo)
- Rivela (A Ribela)
- Suaermida
- Tarroeira (A Tarroeira)
- Vilar (O Vilar)

## Demografía
| Gráfica de evolución demográfica de Vizoño entre 2000 y 2018 |
|                                                              |
| Datos según el nomenclátor publicado por el INE.             |